# Hanazono Room
35°41′22.6″N 139°42′46.7″E / 35.689611°N 139.712972°E

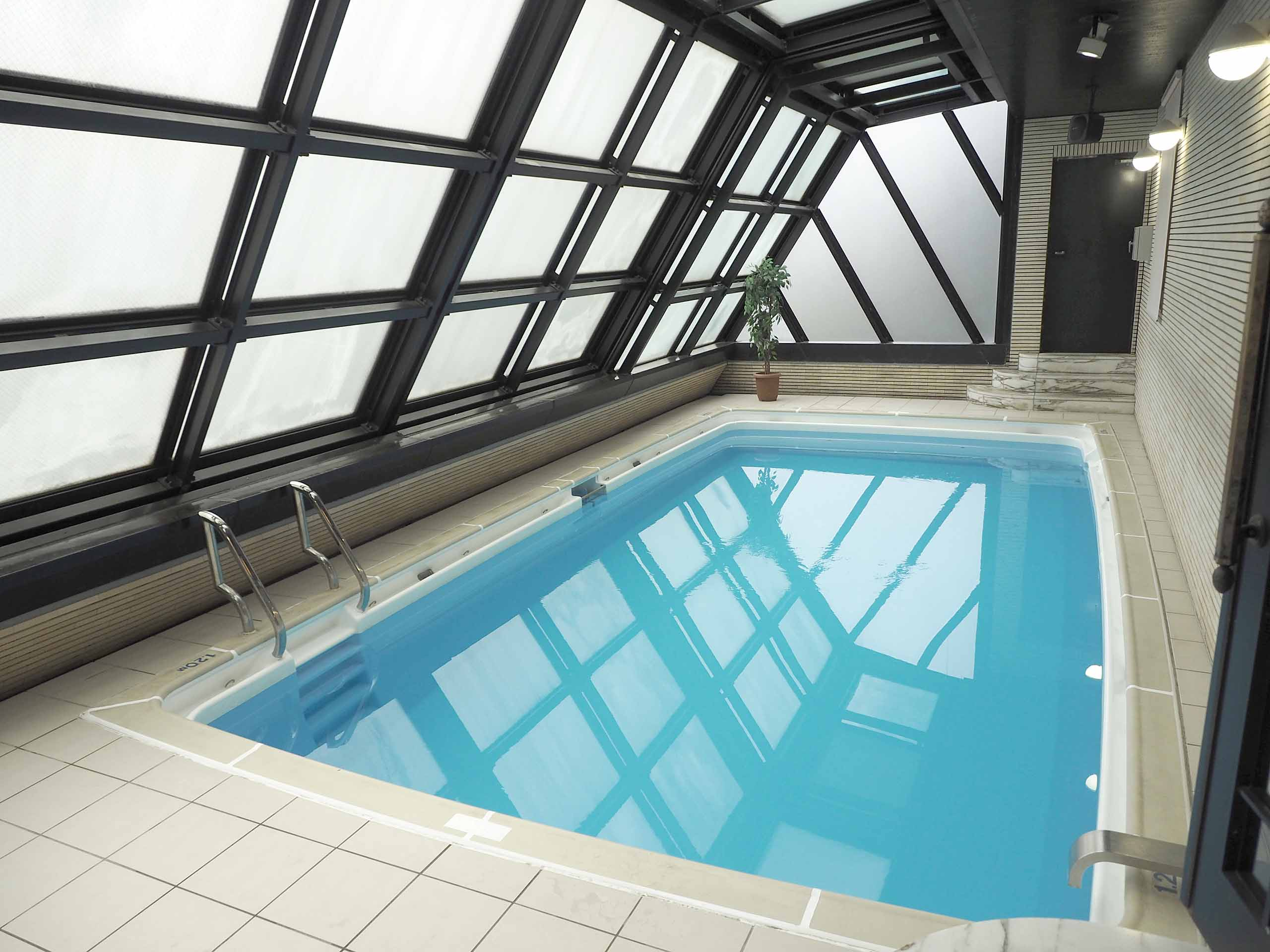
“那個泳池”

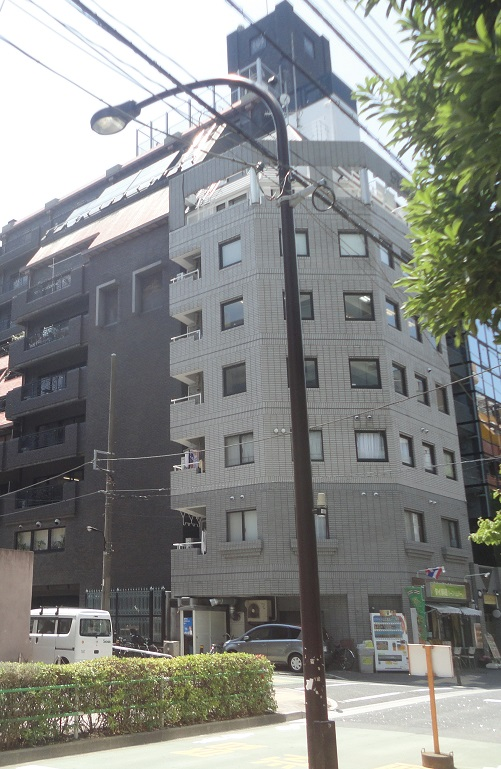
片廠所在的Sun Mall Crest大樓本身是一棟高級出租公寓。

Hanazono Room（日语：はなぞのルーム，「花園室」）是位於日本東京都新宿區花園通、由P-Studio管理、營運的片廠，其中的游泳池常被俗稱為那個泳池。

## 概要
Hanazono Room的地址為東京都新宿區新宿1-19-10，位在高級出租公寓「Sun Mall Crest」（サンモールクレスト）的9、10樓。高級住宅風格的片廠9樓處有一個長6.6公尺、寬3.2公尺的溫水游泳池，泳池旁有天窗。因位處市區交通便利，從2004年左右開始常被租用於拍攝成人影片（AV）。由於外觀易於辨識而廣為人知，在網路上被稱為「那個泳池」，除了成為網路流行語之外，連經營片廠的P-Studio也在官方網站上以此自稱。
除了AV以外，該場景也曾做為《超人力霸王系列》、《世界奇妙物語》等多個電視劇，以及NHK健康知識節目《老師沒教的事》的取景地。
另外，曾有傳言這間片廠過去曾經是知名演員與電視節目主持人石坂浩二的住所，但石坂已在上節目接受訪問時闢謠，當時他是住在這間有附泳池的出租公寓物件樓下。真正在此居住過的名人，是他當時的鄰居、導演市川崑